# Physotrichia longiradiatum
Physotrichia longiradiatum är en växtart i släktet Physotrichia och familjen flockblommiga växter. Den beskrevs av H.Wolff 1912.
Arten är en två- eller flerårig ört som växer i de södra delarna av Demokratiska Republiken Kongo.